# اسپرینگدیل (مریلند)
اسپرینگدیل (به انگلیسی: Springdale) شهری در ایالت مریلند کشور ایالات متحده آمریکا است که جمعیت آن در سرشماری سال ۲۰۱۰ میلادی، ۲٬۹۹۴ نفر بوده‌است.